# Ernesto Velasco Rodríguez
Ernesto Leonardo Velasco Rodríguez (La Serena, 13 de septiembre de 1963) es un profesor de historia y político chileno. Militante del Partido Radical, fue intendente de la Región Metropolitana de Santiago en el Gobierno del presidente Eduardo Frei Ruiz-Tagle.

## Biografía
Nació en 1963, hijo de Félix Velasco Barraza y Margarita Rodríguez Saldaña. Estudió Licenciatura en Historia y Educación en la Universidad de La Serena.
Ingresó a la masonería a los 16 años, siguiendo los pasos de su abuelo y su padre, aunque en la actualidad ha declarado no formar parte activa de la colectividad.
Ha sido investigador del Instituto Latinoamericano de Estudios Económicos y Sociales.

## Carrera política
Fue el secretario general del Partido Radical más joven en la historia, luego de que en 1994 integrara la mesa de consenso que encabezó el histórico dirigente Anselmo Sule.
Tras su paso por la Intendencia de Santiago (1998-2000), fue director de Chiledeportes, ya en el Gobierno de Ricardo Lagos.
Fue apoderado del entonces senador José Antonio Gómez, en su candidatura en la primaria presidencial de la Concertación del 5 de abril de 2009, ocasión en la que fue derrotado por Eduardo Frei Ruiz-Tagle.
En 1997, 2001, 2009, 2013 y 2017 intentó infructuosamente obtener un escaño en el Congreso.
Entre 2014 y 2018 fue presidente del Partido Radical Socialdemócrata.
El 2022 ejerció funciones como secretario general de la corporación municipal Gabriel González Videla de la ciudad de La Serena  hasta el 9 de octubre del 2023 que deja el cargo a fin de presentase como precandidato por su partido a alcalde de la ciudad.
El 9 de junio de 2024 ganó las primarias municipales del pacto Contigo Chile Mejor, como representante del Partido Radical, para participar en las elecciones municipales de 2024 al sillón edilicio.

## Historial electoral

### Elecciones parlamentarias de 1997
- Elecciones parlamentarias de 1997 para el Distrito 7, Andacollo, La Higuera, La Serena, Paihuano y Vicuña[12]

| Candidato                 | Pacto                          | Partido | Votos  | %     | Resultado |
| ------------------------- | ------------------------------ | ------- | ------ | ----- | --------- |
| Fernando Sepúlveda Rosas  | Humanista                      | PH      | 1696   | 2,32  |           |
| Roberto Ferés Rebolledo   | Unión Por Chile                | UDI     | 10 977 | 15,02 |           |
| Mario Bertolino Rendic    | Unión Por Chile                | RN      | 15 921 | 21,78 | Diputado  |
| Joaquín Palma Irarrázaval | Concertación por la Democracia | DC      | 18 642 | 25,50 | Diputado  |
| Ernesto Velasco Rodríguez | Concertación por la Democracia | PRSD    | 18 331 | 25,08 |           |
| Juan Cortés Vega          | La Izquierda                   | NAP     | 1093   | 1,50  |           |
| Luis Aguilera González    | La Izquierda                   | PC      | 6443   | 8,81  |           |

### Elecciones parlamentarias de 2001
- Elecciones parlamentarias de 2001 para el Distrito 10, Cabildo, La Calera, Hijuelas, La Cruz, La Ligua, Nogales, Papudo, Petorca, Puchuncaví, Quillota, Quintero y Zapallar[13]

| Candidato                   | Pacto                          | Partido | Votos  | %     | Resultado |
| --------------------------- | ------------------------------ | ------- | ------ | ----- | --------- |
| Zaida Cancino Sepúlveda     | Partido Comunista              | PC      | 5553   | 4,52  |           |
| Rodrigo Fuentes González    | Partido Comunista              | PC      | 2790   | 2,27  |           |
| Alfonso Vargas Lyng         | Alianza por Chile              | RN      | 38 631 | 31,42 | Diputado  |
| Alfonso Ríos Larraín        | Alianza por Chile              | UDI     | 20 798 | 16,91 |           |
| María Eugenia Mella Gajardo | Concertación por la Democracia | PDC     | 28 800 | 23,42 | Diputado  |
| Ernesto Velasco Rodríguez   | Concertación por la Democracia | PRSD    | 26 394 | 21,46 |           |

### Elecciones parlamentarias de 2009
- Elecciones parlamentarias de 2009 para la Circunscripción 18, Aysén[14]

| Candidato                 | Pacto                                            | Partido | Votos  | %     | Resultado |
| ------------------------- | ------------------------------------------------ | ------- | ------ | ----- | --------- |
| Ernesto Velasco Rodríguez | Concertación y Juntos podemos por más democracia | PRSD    | 3940   | 9,61  |           |
| Patricio Walker Prieto    | Concertación y Juntos podemos por más democracia | PDC     | 11 293 | 27,54 | Senador   |
| Antonio Horvath Kiss      | Coalición por el Cambio                          | RN      | 14 193 | 34,61 | Senador   |
| Paz Foitzich Sandoval     | Chile Limpio Vote Feliz                          | PRI     | 4613   | 11,25 |           |
| Eduardo Cruces Burgos     | Chile Limpio Vote Feliz                          | PRI     | 6958   | 16,97 |           |

### Elecciones parlamentarias de 2013
- Elecciones parlamentarias de 2013 para el Distrito 7, Andacollo, La Higuera, La Serena, Paihuano y Vicuña[15]

| Candidato                 | Pacto                       | Partido | Votos  | %     | Resultado |
| ------------------------- | --------------------------- | ------- | ------ | ----- | --------- |
| Ernesto Velasco Rodríguez | Nueva Mayoría               | PRSD    | 22 381 | 25,99 |           |
| Raúl Saldívar Auger       | Nueva Mayoría               | PS      | 25 765 | 29,92 | Diputado  |
| Luz Eliana Rojas Zambra   | Partido Humanista           | PH      | 3657   | 4,24  |           |
| Julio Zapata Rodríguez    | Si tú quieres, Chile cambia | PRO     | 2628   | 3,05  |           |
| Kenneth Romero Quiroz     | Si tú quieres, Chile cambia | PL      | 2358   | 2,73  |           |
| Pablo Argandoña Medina    | Alianza                     | RN      | 8844   | 10,27 |           |
| Sergio Gahona Salazar     | Alianza                     | UDI     | 20 456 | 23,76 | Diputado  |

### Elecciones parlamentarias de 2017
- Elecciones parlamentarias de 2017 para el Distrito 5 (Andacollo, Canela, Combarbalá, Coquimbo, Illapel, La Higuera, La Serena, Los Vilos, Monte Patria, Ovalle, Paihuano, Punitaqui, Río Hurtado, Salamanca y Vicuña)[16]

| Candidato                     | Pacto                        | Partido   | Votos  | %     | Resultado |
| ----------------------------- | ---------------------------- | --------- | ------ | ----- | --------- |
| Sergio Gahona Salazar         | Chile Vamos                  | UDI       | 27 327 | 11,77 | Diputado  |
| Pedro Velásquez Seguel        | Coalición Regionalista Verde | IND-FREVS | 22 485 | 9,68  | Diputado  |
| Matías Walker Prieto          | Convergencia Democrática     | PDC       | 15 473 | 6,66  | Diputado  |
| Daniel Núñez Arancibia        | La Fuerza de la Mayoría      | PCCh      | 15 349 | 6,61  | Diputado  |
| Ernesto Velasco Rodríguez     | La Fuerza de la Mayoría      | PRSD      | 11 932 | 5,14  |           |
| Francisco Eguiguren Correa    | Chile Vamos                  | RN        | 11 144 | 4,80  | Diputado  |
| Raúl Saldívar Auger           | La Fuerza de la Mayoría      | PS        | 11 099 | 4,78  | Diputado  |
| Luis Lemus Aracena            | La Fuerza de la Mayoría      | PS        | 10 422 | 4,49  |           |
| Carlos Cruz-Coke Carvallo     | Chile Vamos                  | RN        | 9526   | 4,10  |           |
| Miguel Ángel Alvarado Ramírez | La Fuerza de la Mayoría      | PPD       | 7334   | 3,16  |           |
| Denis Cortés Aguilera         | Convergencia Democrática     | PDC       | 8696   | 3,74  |           |
| Yerko Ávalos Villarroel       | Sumemos                      | AMPL      | 8413   | 3,62  |           |
| Roberto Vega Campusano        | Chile Vamos                  | RN        | 6366   | 2,74  |           |
| Cristian Galleguillos Vega    | Convergencia Democrática     | PDC       | 5363   | 2,31  |           |
| Magallanes Espinosa Bertrán   | Frente Amplio                | RD        | 4474   | 1,93  |           |
| Juan Manuel Fuenzalida Cobo   | Chile Vamos                  | UDI       | 4342   | 1,87  | Diputado  |

### Elecciones primarias municipales de 2024
- Elecciones primarias municipales de Chile Contigo Mejor de 2024, para la alcaldía de La Serena[17]

| Candidato                   | Partido | Votos | %      | Resultado |
| --------------------------- | ------- | ----- | ------ | --------- |
| Ernesto Velasco Rodriguez   | PR      | 3486  | 36,49% | Nominado  |
| Rayen Pojomovsky Aliste     | Ind-PC  | 2076  | 21,73% |           |
| Mauricio Ibacache Velasquez | Ind-PPD | 1934  | 20,24% |           |
| Camilo Araya Plaza          | COM     | 1520  | 15,91% |           |
| Rosana Adaros Pasten        | PDC     | 538   | 5,63%  |           |